# الکس کاربونل
الکس کاربونل (انگلیسی Alex Carbonell) یک بازیکن فوتبال متولد اسپانیا است. او اغلب در پست هافبک وسط و دفاعی بازی می‌کند و حتی گاهی اوقات در پست هافبک هجومی نیز بازی کرده‌است.

## نوجوانی و جوانی
الکس کاربونال در کاتالونیا به دنیا آمد و به همین دلیل فوتبال خود را با باشگاه نوجوانان بارسلونا آغاز کرد بعد از دو سال تجربه تلخ حضور در بارسلونا او نتوانست زیاد در ترکیب حضور داشته باشد. او به به تیم نوجوانان کورنلا رفت و در آنجا ببشتر درخشید. یک سال بیشتر طول نکشید تا او در یکم ژوئیه ۲۰۱۳ به خانه برگشت و توانست فرصت بازی بیشتری پیدا کند. او در اولین بازی خود مقابل باشگاه زیر ۱۷ سال آپوئل نیکوزیا توانست تمام نود دقیقه را بازی کند؛ و در نهایت آن بازی سه یک به نفع بارسلونا به پایان رسید، الکس در آن بازی پست وینگر را بازی می‌کرد.
الکس کاربونل توانست در اولین سال حضورش در مسابقات زیر ۱۷ سال در ۴ بازی یک گل به ثمر برساند؛ و بعد از دو سال بازی کردن در پست هافبک او بالاخره جواز حضور در عرصه بزرگسالان را گرفت.

## دوران حرفه ای

### بارسلونا بی
الکس در یکم ژوئیه ۲۰۱۶ به باشگاه بارسلونا بی پیوست. بعد از عملکردی که در عرصه نوجوانان داشت ترجیح داده شد که او مابقی عمر فوتبالی خود را در پست هافبک میانی بازی کند. او در این تیم توانست در ۲۴ بازی ۲ گل بزند؛ و به یکی از بهترین هافبک میانی‌های جوان تیم تبدیل شود. خیلی طولی نکشید که شایعه انتقال او به تیم‌هایی چون گالاتاسرای ترکیه، هیرنفین هلند و آوس پرتغال شنیده می‌شد. اما وی بعد از یک سال حضور در این تیم تصمیم به ماندن در اسپانیا گرفت و با انتقالی آزاد به باشگاه فوتبال رئوس دیپورتیو پیوست.

### رئوس دیپورتیو
او در ۲۷ ژوئیه ۲۰۱۷ به تیم رئوس دیپورتیو رفت. تا به خط هافبک این تیم که خیلی جوان نبودند کمک کند اما آنها متوجه شدند که نیاز آنچنانی ای به الکس کاربونل ندارند زیرا او هافبک‌هایی به مراتب با سطح کیفی بالاتر از الکس کاربونل در اختیار داشت تا جایی که حتی زدن یک گل در ۲۲ بازی نتوانست نظر کادرفنی را به خود جلب کند و آنها در پایان فصل با او تمدید قرارداد نکردند تا الکس کاربونل ۶ ماه را بدون تیم بگذارند. تیم آنها نتوانست به مرحله بالاتر برود و کاربونل هم در این شش ماه سطح کیفی‌اش پایین آمد.

### کوردوبا
الکس کاربونل بعد از نیم فصل بدون تیم بودن با یک انتقال آزاد در ۳۱ ژانویه ۲۰۱۹ به تیم کوردوبا رفت تا بتواند دوران قدیمش را تکرار کند. او در اوایل فصل خیلی جایی در ترکیب تیم کوردوبا نداشت زیرا زیاد نمی‌توانستند به او اعتماد کنند. بعد از چند هفته او در ترکیب فیکس تیم کوردوبا جا باز کرد و به یکی از مهم‌ترین مهره‌های تیم تبدیل شد تا جایی که حتی می‌خواستند بازوبند کاپیتانی تیم را در برخی بازی‌ها به بازوی او ببندند؛ اما هیچ وقت این اتفاق نیوفتاد. او توانست در تیم کوردوبا در ۶ ماه ۲۲ بازی برای تسم انجام دهد و یک گل هم بزند. این عملکرد کاربونل از چشم مربی والنسیا دور نماند و او با یک قرارداد ۳ ساله راهی باشگاه والنسیا در لالیگا شد

### والنسیا
بعد از دیدن عملکرد کاربونل والنسیا مجاب شد تا با او قرارداد امضا کند. آنها نمی‌توانستند او را زیاد به کار بگیرند زیرا او هنوز ۲۰ سال داشت و خیلی جوان و بی تجربه بود از طرفی تیم والنسیا هافبک‌های خوب و زیادی نیز در اختیار داشت و بازی دادن به الکس کاربونل بسیار دشوار بود از این رو الکس به صورت قرضی به تیم میانه نشین هلند، یعنی فورتونا سیتارد رفت تا در آنجا به تجربه خود بیفزاید.

### فورتونا سیتارد
کاربونل در والنسیا زیر سایه هافبک‌های زیادی قرار داشت به همین دلیل به باشگاه فورتونا سیتارد واقع در هلند قرض داده شد تا بعد از یک سال کسب تجربه دوباره به والنسیا بازگردد، به همین دلیل در قرارداد او بند خرید وجود نداشت. او در هلند عملکرد خوبی داشت او توانست ۲۱ بازی برای این تیم بکند و یک گل هم در پست هافبک دفاعی به ثمر برساند. او به‌طور میانگین در هر بازی ریتینگ ۶٫۳۴ را به خود اختصاص داد.
ژورس اولتی مربی باشگاه فوتبال فورتونا سیتارد در مصاحبه ای گفت، دوست داشتیم الکس را به‌طور دائمی به خدمت می‌گرفتیم او در سازماندهی تیم نقش بسزایی دارد.